# فراز كمال
فراز كمال (ولد في 6 سبتمبر 1994 في الحراش، الجزائر) لاعب كرة قدم جزائري يجيد اللعب في مركز المهاجم.